# James Last
James Last (născut Hans Last; n. 17 aprilie 1929, Bremen, Germania – d. 9 iunie 2015, Palm Beach Gardens⁠(d), Florida, SUA) a fost un muzician german, instrumentist (chitară bas), compozitor și dirijor, cu o bogată discografie și filmografie, distins cu numeroase premii și distincții în decursul carierei.